# Ferdinand-Sigismond Delamonce
Pour les articles homonymes, voir Delamonce.
Ferdinand-Sigismond Delamonce est un architecte né le 30 juin 1678 à Munich, et mort 30 septembre 1753  à Lyon.

## Biographie
Il naît le 30 juin 1678 à Munich,. C'est le fils de Jean Delamonce (1635-1708), aussi architecte,.
Il débute avec son père jusqu'à la mort de celui-ci en 1708. Avant 1708, on ne trouve comme travaux de Ferdinand Delamonce que deux dessins de chapiteaux pour l'édition de 1696 de l'Histoire de Lyon par le Père Ménestrier, et deux autres datés de 1701, représentant le monument antique dit des deux amants, et des Aqueducs de Saint-Irénée, gravés par J.-F. Cars, pour les Antiquités profanes et sacrées de la ville de Lyon, par le Père de Colonia. Après la mort de son père, il se rend d'abord à Paris, avant d'aller en Italie.
Il exerce ensuite en Italie entre 1715 et 1728, arrive à Marseille en 1729, puis Aix, Avignon et Grenoble et finalement à Lyon en 1731. Il se marie le 6 août 1731 avec Marie Nay, fille de François Nay, marchand, de Françoise Faure.
Il dirige les travaux de la Chartreuse de Lyon entre 1733 et 1737. Un premier projet de l'église de la Chartreuse de Lyon est demandé à Ferdinand Delamonce en 1733, puis un second. Les plans sont conservés et approuvés en 1736. L'autel et son baldaquin figurent sur le plan de Delamonce de 1736. Les quatre colonnes du baldaquin ont été commandées en 1733 et livrées en 1735. Servandoni a fait un plan du baldaquin de l'église qui lui est payé 300 livres en 1738. Soufflot aurait donné des instructions pour élever le baldaquin en 1743. D'après Jacques-François Blondel, c'est Soufflot qui est l'auteur du baldaquin dont Delamonce aurait commandé les colonnes.
En 1734, il donne le dessin d'un reposoir pour la Loge au Change. Il s'occupe ensuite de l'embellissement de l'église du collège de la Trinité, comme architecte et comme peintre. Comme architecte, il fait refaire les revêtements en marbre et le maître-autel. Comme peintre, il a refait les peintures de la voûte et le tableau représentant l'Apothéose de saint François Régis. Ses travaux sont payés en 1737.
Delamonce fait partie des douze fondateurs de la Société des conférences de l’Académie des beaux-arts le 12 avril 1736.
Il est employé par les recteurs de l'Hôpital Général pour lesquels avait déjà travaillé son père. Il a donné les plans du quai devant l'hôpital entre le pont de la Guillotière et la rue de la Blanchisserie, construit entre 1736 et 1738, qui a été reconstruit.
Pour la maison Tolosan, de 1740, il n'a été, peut-être, que le collaborateur ou l'employé de Soufflot.
Il a réalisé la décoration du chœur et l'autel de l'ancienne chapelle de Fourvière.
Il a été le dessinateur de nombreuses gravures, entre 1696 et 1735.
Il a été membre de l'Académie des Beaux-Arts de Lyon, à ne pas confondre avec l'Académie royale de Lyon.
Il meurt le 30 septembre 1753 à Lyon, d'hydropisie.

## Réalisations architecturales

### Avignon
- La chapelle des Oratoriens

### Lyon
- La maison des Tolozan, commande de Louis Tolozan de Montfort, sur la place du même nom, sous la direction de Soufflot.
- Toujours sous la direction de Soufflot, la porte principale de l'Hôtel-Dieu avec la mention « Hôpital Général », construite en 1706, vient achever la construction du grand édifice.
- L'église Saint-Bruno des Chartreux et la Chartreuse.
- La décoration du chœur de l'église du collège de la Trinité
- La façade de l'église Saint-Just des Macchabées.
- Le retable en marbre rouge abritant le chef-d'œuvre sculpté de Coysevox : « Notre-dame de Grâce », église Saint-Nizier.

## Écrits, plans et dessins
- Le plan de la ville de Lyon (1701) dans l'atlas géographique contenant les cartes des Provinces et Généralités d'Orléans, Tours [...] et du Lyonnais, tome IX de la collection du sieur Beaurain, géographe ordinaire du Roy.
- Plusieurs dessins de l'église Saint-Bruno des Chartreux (datés 1738), conservés aux musées Gadagne.